# Greta oto
Greta oto is een vlinder uit de familie Nymphalidae. De wetenschappelijke naam van de soort werd in 1854 als Ithomia oto gepubliceerd door William Chapman Hewitson.

## Kenmerken
De vlinder heeft transparante vleugels en is tijdens de vlucht vrijwel onzichtbaar.

## Verspreiding en leefgebied
Deze vlindersoort komt voor van Mexico tot Panama. Hij leeft in de ondergroei van regenwouden.

## Waardplanten
De waardplanten zijn Cestrum lanatum en Cestrum standleyi uit de nachtschadefamilie. Doordat de rupsen van deze giftige planten eten, worden zij zelf ook giftig en worden ze niet opgegeten door roofdieren. De bleke rups heeft geen stekels.